# سينثيا هولكومب هال
سينثيا هولكومب هال (بالإنجليزية: Cynthia Holcomb Hall)‏ هي قاضية ومحامية وضابطة أمريكية، ولدت في 19 فبراير 1929 في لوس أنجلوس في الولايات المتحدة، وتوفيت في 26 فبراير 2011 في باسادينا في الولايات المتحدة.

## وصلات خارجية
- سينثيا هولكومب هال على موقع إن إن دي بي (الإنجليزية)